# Нью-Касл (Кентуккі)
Нью-Касл (англ. New Castle) — місто (англ. city) в США, в окрузі Генрі штату Кентуккі. Населення — 884 особи (2020).

## Географія
Нью-Касл розташований за координатами 38°26′1″ пн. ш. 85°10′9″ зх. д. / 38.43361° пн. ш. 85.16917° зх. д. (38.433564, -85.169238).  За даними Бюро перепису населення США в 2010 році місто мало площу 1,07 км², з яких 1,06 км² — суходіл та 0,01 км² — водойми.

## Демографія
Згідно з переписом 2010 року, у місті мешкало 912 осіб у 369 домогосподарствах у складі 220 родин. Густота населення становила 849 осіб/км².  Було 416 помешкань (387/км²).
Расовий склад населення:
| - 94,0 % — білих - 2,7 % — чорних або афроамериканців - 0,2 % — корінних американців |

До двох чи більше рас належало 2,7 %. Частка іспаномовних становила 0,5 % від усіх жителів.
За віковим діапазоном населення розподілялося таким чином: 23,6 % — особи молодші 18 років, 52,2 % — особи у віці 18—64 років, 24,2 % — особи у віці 65 років та старші. Медіана віку мешканця становила 42,9 року. На 100 осіб жіночої статі у місті припадало 80,2 чоловіків;  на 100 жінок у віці від 18 років та старших — 70,0 чоловіків також старших 18 років.
Середній дохід на одне домашнє господарство  становив 36 172 долари США (медіана — 25 000), а середній дохід на одну сім'ю — 42 855 доларів (медіана — 38 750). Медіана доходів становила 35 694 долари для чоловіків та 39 375 доларів для жінок. За межею бідності перебувало 39,8 % осіб, у тому числі 46,3 % дітей у віці до 18 років та 37,9 % осіб у віці 65 років та старших.
Цивільне працевлаштоване населення становило 329 осіб. Основні галузі зайнятості: освіта, охорона здоров'я та соціальна допомога — 23,7 %, роздрібна торгівля — 15,8 %, виробництво — 13,1 %.